# 野村左兵衛
野村 左兵衛（のむら さへえ、文化12年（1815年） - 慶応3年5月19日（1867年6月21日））は、江戸時代末期（幕末）の会津藩士。別名は直臣。

## 生涯
文化12年（1815年）、400石取りの会津藩士・野村直樹の次男として生まれる。幼少時から聡明で知られ、長じては長沼流兵学を修め、軍事奉行として起用された。安政6年（1859年）には藩主・松平容保から江戸屋敷公用人に任じられる。
文久2年（1862年）には容保の京都守護職就任に賛成したため、信任を受け禁門の変の後に京都会津藩筆頭公用人に昇進した。温厚篤実で和歌を嗜む教養人だったことから江戸幕府にも公家にも受けが良く、「先生」という敬称で呼ばれて人望が厚く公家や諸藩との交渉で手腕を発揮している。加増を受け禄高は550石となった。また、公用方への幅広い人材登用と権威拡張に寄与した。
慶応3年（1867年）5月19日、京都で病死した。享年53。墓所は黒谷会津墓地にある。
辞世
「のりならす　駒のひづめの　香るまで　並木の桜　春風の吹く」

## 演じた俳優
- 竹脇無我　『白虎隊 (1986年のテレビドラマ)』 （日本テレビテレビドラマ、1986年）　- 本作では左兵衛の読みは「さひょうえ」。また、蛤御門の変の最終局面である天王山での戦いで戦死する。
- 田村高廣　『新選組 (テレビドラマ)』 - 本作では「佐兵衛」。鳥羽・伏見の戦いの直前、新選組の帰属を巡って幕閣や会津藩上層部と対立し、大坂城内にて自害する。